# Bahnstrecke Bergwitz–Kemberg
| Streckennummer: | 6983                    |                               |                               |
| Kursbuchstrecke: | 152h (1934) 181b (1946) |                               |                               |
| Streckenlänge: | 6,0 km                  |                               |                               |
| Spurweite: | 1435 mm (Normalspur)    |                               |                               |
| |                         |                               |                               |
| \| \| \| von Berlin Anhalter Bf \| \| \| \| 0,0 \| Bergwitz \| Bergwitz \| \| \| \| nach Halle (Saale) Hbf \| \| \| \| \| Anst Braunkohlenwerk Bergwitz \| \| \| \| 1,5 \| Bergwitz Dorf \| Bergwitz Dorf \| \| \| 3,8 \| Reuden (Kr Wittenberg) \| Reuden (Kr Wittenberg) \| \| \| 6,0 \| Kemberg (Kr Wittenberg) \| Kemberg (Kr Wittenberg) \| |                         |                               |                               |
| Strecke |                         | von Berlin Anhalter Bf        | von Berlin Anhalter Bf        |
| Haltepunkt / Haltestelle | 0,0                     | Bergwitz                      | Bergwitz                      |
| Abzweig ehemals geradeaus und nach rechts |                         | nach Halle (Saale) Hbf        | nach Halle (Saale) Hbf        |
| Abzweig geradeaus und nach rechts (Strecke außer Betrieb) |                         | Anst Braunkohlenwerk Bergwitz | Anst Braunkohlenwerk Bergwitz |
| Haltepunkt / Haltestelle (Strecke außer Betrieb) | 1,5                     | Bergwitz Dorf                 | Bergwitz Dorf                 |
| Haltepunkt / Haltestelle (Strecke außer Betrieb) | 3,8                     | Reuden (Kr Wittenberg)        | Reuden (Kr Wittenberg)        |
| Kopfbahnhof Streckenende (Strecke außer Betrieb) | 6,0                     | Kemberg (Kr Wittenberg)       | Kemberg (Kr Wittenberg)       |

Die Bahnstrecke Bergwitz–Kemberg war eine Nebenbahn in Sachsen-Anhalt, die ursprünglich als Kleinbahn von der Eisenbahn Bergwitz–Kemberg GmbH erbaut und betrieb wurde. Sie zweigte in Bergwitz von der Bahnstrecke Berlin–Halle ab und führte nach Kemberg.

## Geschichte
Die Strecke wurde 1903 eröffnet. 
Die Betriebsführung oblag bis zur Enteignung im Jahr 1946 der Kleinbahnabteilung beim Provinzialverband Sachsen, die ihren Sitz in Merseburg hatte. Danach gelangte die Bahn zur Sächsischen Provinzbahnen GmbH in Halle (Saale), 1948 zur Vereinigung Volkseigener Betriebe (VVB) des Verkehrswesens des Landes Sachsen-Anhalt.
Das Abbaufeld des Tagebaues Bergwitz erreichte in den 1940er Jahren die Eisenbahntrasse. Diese wurde deshalb zwischen km 1,3 und km 2,5 verlegt.
Zum 1. April 1949 übernahm die Deutsche Reichsbahn die Strecke, die den Betrieb bereits am 3. Oktober 1951 einstellte.
Der ehemalige Empfangsgebäude des Bahnhofes Kemberg wurde mittlerweile abgerissen. Auf dem Bahnhofsgelände befindet sich heute ein Einkaufsmarkt.
Die Überlieferung zur Kleinbahn Bergwitz – Kemberg befindet sich in der Abteilung Dessau des Landesarchivs Sachsen-Anhalt.